# L'Ajaccienne
L'Ajaccienne est un chant créé à Ajaccio en 1848 au moment de l'abrogation de la loi d'exil en 1848.
Il sera repris plus tard par Tino Rossi, José Luccioni.

## Le contexte d'une naissance
A l’occasion du retour des cendres de l’Empereur à Paris en Février 1840, le Conseil municipal d'Ajaccio avait demandé une nouvelle fois la suppression de la loi d’exil qui éloignait les Bonaparte de Corse (et de France). Cette suppression ne sera votée qu’en 1848.
Le prince Jérôme-Napoléon, fils du roi Jérôme et neveu de Napoléon, est le premier Bonaparte à revenir à Ajaccio en 1848. Accueilli avec une grande solennité par les autorités civiles et militaires, il est porté en triomphe jusqu’à la maison ancestrale. Dans son discours, il prononce la formule : ” Vive l’Empereur, Vive la République ! “, aujourd'hui contradictoire mais à l'époque plutôt consensuelle.
Dans le défilé qui parcourt alors la ville, on entend pour la première fois, mêlé à la Marseillaise un chant nouveau, l’Ajaccienne. Celle-ci aurait été chantée pour la première fois le 15 avril 1848, peu de temps donc après la chute de Louis-Philippe.
L'auteur du texte est Jean François Costa (1813-1889) qui fut sous préfet de Sartene de 1841 à 1848 puis passa à la Cour des Comptes; La mélodie a été composée par François-Xavier Giacobini

## Des paroles chargées de sens
Le thème général est le retour d'exil : 1. la famille exilée revient. 2. Napoléon était déjà revenu. 3. Sa grande ombre est de retour. Les trois couplets avec leur refrain adapté contiennent des références multiples : famille, gloire militaire, biographie, arme et vêtement etc. Les notations religieuses sont nombreuses : sacrée, Sainte Famille, Enfant prodigue, à genoux. Les références locales sont aussi présentes : dans nos murs, sa maison, nos rues, nos pierres. 
| Réveille-toi, ville sacrée, Dans ton orgueil et ton amour : La Sainte Famille est rentrée, Les exilés sont de retour, Les exilés sont de retour. Oh ! les voici, victoire! victoire! Qu'il soit fêté dans sa maison, L'Enfant prodigue de la gloire, Napoléon ! Napoléon ! L'Enfant prodigue de la gloire, Napoléon ! Napoléon ! Plus tard, après les Pyramides, Dans nos murs, il revint encore ; Avec les mameluks, les guides Lannes, Murat, l'état-major, Lannes, Murat, l'état-major. Lui, portait la capote grise, Le sabre turc, le chapeau rond, Avec cette seule devise : Napoléon ! Napoléon ! Avec cette seule devise : Napoléon ! Napoléon ! A genoux, citoyens et frères, Son ombre descend parmi nous ; Dans Ajaccio, et sur nos pierres, Citoyens, frères, à genoux, Citoyens, frères, à genoux. Que sur nos places, dans nos rues, L'on entende plus que ce nom, Du fond du cœur jusque aux nues : Napoléon ! Napoléon ! Du fond du cœur jusque aux nues : Napoléon ! Napoléon ! |

Un autre couplet, chanté en troisième position (par exemple par José Luccioni) disait :
| La Corse, toujours la première, Après vingt ans d'obscurité, Voit le retour de la lumière, Le réveil de la liberté, Le réveil de la liberté. La République les rappelle, L'Aigle n'est plus, mais les aiglons À leur tour, combattront pour elle, Napoléon ! Napoléon ! À leur tour, combattront pour elle, Napoléon ! Napoléon ! |

Ce couplet républicain et Bonapartiste à la fois, avec inspiration maçonnique (la lumière, la liberté comme l'allusion aux citoyens et frères du dernier couplet) est en ligne avec l'allocution de Jerome-Napoleon à son retour à Ajaccio en 1848. On pouvait à la fois se dire Bonapartiste et Républicain.
Il existe deux autres couplets :
Entre la Corse et l'Italie,
Ces deux mères d'Ajaccio,
Dont l'une chante et l'autre prie,
Tu t'élèves comme un berceau,
Tu t'élèves comme un berceau.
Ce fut ici nouvelle Rome,
Que le beau jour de l'Assomption :
Une autre fois Dieu se fit homme,
Napoléon ! Napoléon !
Une autre fois Dieu se fit homme,
Napoléon ! Napoléon !
(Deuxième couplet)
Et :
Il montrait déjà son étoile
Aux yeux des peuples éblouis ;
Déjà, sans nuage et sans voile,
C'était le soleil d'Austerlitz,
C'était le soleil d'Austerlitz.
Un soir, on vit, dans la tempête,
Un incendie à l'horizon :
L'Etoile était une comète,
Napoléon ! Napoléon !
L'Etoile était une comète,
Napoléon, Napoléon !
(Quatrième couplet. La trois couplets chantés usuellement, sont le premier, le troisième et le sixième, et le couplet additionnel, cité ensuite, est le cinquième).

## De la dévotion impériale à une cristallisation identitaire
Naguère à la fin du 3° couplet, l'assistance se mettait physiquement à genoux ce qui caractérisait  une dévotion populaire, allant au-delà de l'affiliation politique habituelle. Progressivement l'Ajaccienne passa du domaine du bonapartisme militant à celui de la sentimentalité identitaire. Un socialiste ou  un communiste corse ne chantait pas l'Ajaccienne dans son ile mais il pouvait très bien l'entonner sur le continent ou aux colonies, c'était une sorte de "chant national" où les références politiques n'étaient plus senties.